# خشف
الخشف أو ذبابة الخشف هي جنس من الذباب، من فصيلة الخوتعيات. وتعرف الأنواع المختلفة في هذا الجنس ب «ذباب الزجاجة الخضراء».